# CORE
Coordenadoria de Recursos Especiais (на португальском языке "Координация Специальных Ресурсов"), более известная по аббревиатуре CORE, является подразделением второго уровня тактической полиции Гражданской полиции штата Рио-де-Жанейро, специализирующимся на быстром реагировании на чрезвычайные ситуации с использованием тактики SWAT. Оно было сформировано 4 июля 1969 года и аналогично подразделению GOE в штате Сан-Паулу.

## Обязанности
- Задержание вооружённых и опасных преступников.
- Борьба с терроризмом и управление кризисными ситуациями по освобождению заложников.
- Тактические операции правоохранительных органов с высоким уровнем риска.
- Сопровождение VIP-персон с высоким уровнем риска.
- Операции в труднодоступной местности.
- Операции против организованной преступности.
- Обеспечение безопасности в районах, подверженных риску нападений или терроризма.
- Реагирование на чрезвычайные ситуации с использованием тактики подразделений SWAT..
- Поиск и арест опасных преступников по ордерам на арест.
- Поддержка контроля за толпой и подавление беспорядков.

## Службы
Её структура состоит из следующих оперативных подразделений:
- Serviço de Operações e Táticas Especiais (SOTE) - Служба специальных операций и тактики.
  - Seção de Snipers; - Отдел снайперов.
  - Seção de Operações Táticas (SOT) - Отдел тактических операций.
  - Grupo de Operações Especiais (GOE) - Группа специальных операций.
  - Seção de Operações Aéreas (SOA) - Отдел воздушных операций
  - Seção de Operações Marítimas e Ribeirinhas (SOMAR) - Отдел морских и речных операций.
  - Seção de Gerenciamento de Crises (SGC) - Отдел управления кризисными ситуациями.
  - Seção de Treinamento Especializado (STE) - Отдел специализированной подготовки.
  - Seção de Logística e Equipamentos (SLE) - Отдел логистики и оборудования.
- Serviço de Apoio Policial (SAP) - Служба полицейской поддержки.
- Serviço de Planejamento Operacional (SPO) - Служба операционного планирования.
- Serviço Aeropolicial (SAER) - Служба воздушной полиции.
- Esquadrão Anti-bomba (EAB) - Отряд по разминированию.
- Serviço de Suporte Operacional (SESOP) - Служба операционной поддержки.

## Вооружение
- Glock пистолет
- Heckler & Koch MP5
- FN FAL[1]
- M16A2 Командос[1]
- Colt M4 MONOLITHIC CQB
- ArmaLite AR-10
- Armalite SuperSASS[2]
- Minimi MK2[1]

## Бронированные автомобили
CORE имеет бронированные транспортные средства, которые в народе называют кавейронес, используемые преимущественно в операциях, где вероятен конфликт с наркоторговцами. Основная цель этих бронированных автомобилей — защита сотрудников от огня и разрушение баррикад, установленных наркоторговцами. Бронированные машины также незаменимы при поддержке спасения заблокированных полицейских подразделений и эвакуации раненых из зоны боевых действий.

## Галерея
- CORE Esquilo вертолет
- Автомобиль отряда по разминированию CORE
- Автомобиль кинологического подразделения по разминированию
- CORE Maverick APC

## См также
- Гражданская полиция Бразилии
- Гражданская полиция штата Рио-де-Жанейро
- BOPE
- GOE (Бразилия)
- GATE (спецназ)